# Михайлов, Николай Николаевич (государственный деятель)
Николай Николаевич Михайлов (май 1912, город Тверь — 31 августа 1979, город Киев) — украинский советский деятель, начальник Главкиевстроя, министр сельского строительства УССР, заслуженный строитель УССР. Депутат Верховного Совета УССР 6-8-го созывов. Кандидат в члены ЦК КПУ (1966—1976).

## Биография
Родился в мае 1912 года в семье рабочего.
Трудовую деятельность начал в четырнадцатилетнем возрасте учеником слесаря Тверского вагоностроительного завода. С 1928 года — слушатель вечернего отделения рабочего факультета.
С 1932 года — в Красной армии. В 1937 году окончил Военно-инженерную академию имени В. В. Куйбышева, получил специальность военного инженера-строителя.
С 1937 года — инженер, главный специалист на сооружении различных объектов в Ленинградской области РСФСР.
Во время Великой Отечественной войны в 1941—1942 годах — руководитель района оборонительных работ Западного фронта. В 1942—1946 годах — на руководящей работе в строительной отрасли в Свердловской области РСФСР.
Член ВКП(б) с 1943 года.
В 1946—1949 годах — руководитель строительных работ по восстановлению городов Рига и Феодосия.
В 1949—1955 годах — главный инженер строительного треста в городе Киеве В 1955—1957 годах — в командировке в Китайской Народной Республике.
В 1957—1960 годах — начальник отдела капитального строительства; начальник управления строительства Киевского экономического административного района (Киевского совнархоза). В 1960—1962 годах — заместитель председателя Совета народного хозяйства Киевского экономического административного района (Киевского совнархоза).
В 1962—1963 годах — начальник Главного управления строительства Украинского совета народного хозяйства.
В 1963—1965 годах — начальник Главкиевстроя.
22 ноября 1965 — 19 октября 1973 года — министр сельского строительства Украинской ССР.
С 1973 года — персональный пенсионер союзного значения. Похоронен в Киеве.

## Награды
- орден Ленина
- орден Красного Знамени
- два ордена Трудового Красного Знамени
- орден Красной Звезды
- два ордена «Знак Почета»
- медали
- Почётная грамота Президиума Верховного Совета Украинской ССР (19.05.1972)
- Заслуженный строитель Украинской ССР